# أماندا ليندهاوت
أماندا ليندهاوت (من مواليد 12 يونيو، 1981) هي ناشطة كندية في الأعمال الإنسانية، خطيبة جماهيرية وصحافية. خُطفت مع أعضاء من فريقها في 23 أغسطس، 2008 بواسطة متمردين إسلاميين جنوبي الصومال. أُطلق سراحها بعد خمسة عشر شهرًا في 25 نوفمبر، 2009، واستهلت منذ ذلك الحين مهنةً خيرية. في عام 2013، أطلقت كتابها، منزل في السماء: مذكرات، تسرد فيه أحداث نشأتها، رحلاتها في بداية رُشدها، وتجربة الأسر. وفي عام 2014، اختير الكتاب ليصبح فيلمًا كبيرًا من إنتاج «ميغان إيليسُن»، وبطولة «روني مارا» بدور ليدنهاوت.

## نشأتها
ولدت ليندهاوت عام 1981 في ريد دير، آلبيرتا، كندا. وعاشت في سيلفان ليك، آلبيرتا بعد انفصال والديها. ربتها أمها، لوريندا، مع أخويها (مارك ونثانيِل)، وكانت تقضي الكثير من يُفوعتها في قراءة مجلة ناشيونال جيوغرافيك. عانى والد ليندهاوت من مشاكل صحية مزمنة، واعتمد على تعويضات العجز. وعملت أمها بالحد الأدنى لأجور العمل. تطلّعت ليندهاوت في بداياتها للعمل في عرض الأزياء وعملت فيه بشكل وجيز. وفكرت بالالتحاق بمدرسة تجميل أيضًا.

## عملها في الصحافة

### برِس تي في
في الرابعة والعشرين من عمرها، تركت ليندهاوت عملها بصفة ساقية لتصبح صحفية. استخدمت المرتّب الذي جمعته من عملها في الحانة لتمويل رحلاتها المتعددة إلى مناطق الصراع حول العالم. بدأت ليندهاوت مهنتها الصحفية الجديدة في أفغانستان، بعد أن وصلت إلى عاصمتها كابُل عام 2007. انتقلت لاحقًا بمأموريّة إلى بغداد، العراق في عام 2008، حيث عملت صحفية مستقلة لصالح التلفزيون الحكومي الإيراني برس تي في. الأمر الذي قاد بعض المراسلين الكنديين إلى انتقادها، نتيجةً لسمعة برس تي في المتعلقة بإنتاج الدعاية الحكومية. أثناء وجودها في العراق، أشارت التقارير أن ليندهاوت تعرضت للخطف في مدينة الصدر. وكانت قد قالت أنها حُررت بعد عدة ساعات، بعد دفع فدية لمختطفيها. على كلٍ، أنكرت ليندهاوت في كتابها قصة خطفها في العراق. وكتبت أنها أُخذت إلى المقر الرئيسي لتيار الصدر واستُجوبت حول انتمائها السياسي، وأنها استطاعت الاتصال بصديق عراقي أمّن اطلاق سراحهم خلال الساعة نفسها.

### الخطف
طبقًا لما يُقال، لم تكن ليندهاوت منتميةً لأيّ منظمة إخبارية عدا جريدة «ريد دير آدفوكيت» التابعة لمحافظة آلبيرتا في الوقت الذي اختُطفت فيه في الصومال. كانت تكتب عمودًا صحفيًا للإصدار اليومي الصغير. لمّحت العديد من التقارير إلى أن وجود ليندهاوت في الصومال كان بداعي مأموريّة لصالح فرانس 24. على كلٍّ، أشارت «ناتالي لينفانت» الناطقة بلسان المنظمة أن ليندهاوت لم تُرسل إلا قلةً من التقارير للوكالة من العراق. وصرحت لينفانت أيضًا أن فرانس 24 رفضت عرضي عمل من ليندهاوت على التوالي طلبت فيهما أن تخدم لصالح المنظمة بصفة مراسل صحفي في العراق والصومال. حسب لينفانت، قررت وكالة الأنباء تأكيد أن ليندهاوت كانت بمأمورية بصفة صحفي مستقل لأن ممثلي فرانس 24 «اعتقدوا أن الأمر سيكون أفضل إذا أمكنَ رؤيتها كجزءٍ من بنية شركة أكبر».
في 23 أغسطس، 2008، وبعد يومين من وصولهم إلى مقديشو، تعرضت أماندا ليندهاوت للخطف برفقة نايجِل برينّان، مصور صحفيّ أسترالي من بريزبان يبلغ من العمر 37 عامًا، مع مترجمهما الصومالي عبد اللطيف محمد عِلمي، وسائق يدعى ماحَد إسّي، وسائق من فندق شامو اسمه مروالي. كانوا في طريقهم لإجراء مقابلات في مخيم نازحين عندما أوقفهم رجال مسلحون. كان الخاطفون مراهقين متمردين تابعين لتنظيم حزب الإسلام الأصوليّ. اختُطف الاثنان بدلًا عن صحفيين آخرين آكثر تمرّسًا (أحدهما كان مراسل مجلة ناشيونال جيوغرافيك روبرت درابر)، الذين كانا قد عزّزا أمنَهما في ذلك الصباح قبل خروجهما لمعاينة مخيم لاجئين. وخُطفت ليندهاوت وبرينّان بدلًا عنهما نتيجة هذه الحركة. عندما كانا في الأسر، عُزلت ليندهاوت عن برينّان واغتُصبت وعُذبت بعد ذلك مرارًا وتكرارًا.
في 17 سبتمبر، عرضت قناة الجزيرة لقطاتٍ لليندهاوت وبرينّان في الأسر مُحاطان برجال مسلحين. وفي 13 أكتوبر، 2008، طلب الخاطفون فديةً مقدارها مليونا دولار ونصف المليون على أن يستلموها بحلول 28 أكتوبر. في 23 فبراير 2009، ألحّ اتحاد الصحفيين الكنديين على رئيس الوزراء «ستيفن هاربر» بغيةَ تأمين إطلاق سراح ليندهاوت وخديجة عبد القادر، امرأة كندية اختُطفت في نوفمبر.
أُطلق سراح عِلمي والسائقَين الآخرَين في 15 يناير 2009. وخفّض الخاطفون الفديةَ إلى مليون دولار لاحقًا.
في 10 يونيو، 2009، تلقّت محطّة سي تي في الإخبارية اتصالًا ناحبًا من ليندهاوت التي بدا أنها تقرأ بيانًا: «اسمي أماندا ليندهاوت وأنا مواطنة كندية وأنا رهينةُ رجالٍ مسلحين في الصومال منذ قرابة عشرةِ الأشهُر. أنا في حالةٍ ميؤوسٌ منها. يضعونني في غرفة مظلمةٍ بدون نوافذ ومقيدةً بالسلاسل دون أيّ مياه شرب نظيفةٍ والقليل من الطعام أو بلا طعام أصلًا. أنا مريضةٌ للغاية منذ أشهُر دون أي دواء… أحب بلادي وأريد أن أعيش لأراها مجددًا. بدون طعام ودواء، سأموت هنا».
في 25 نوفمبر 2009، بعد 460 يومًا من الأسر، أُطلق سراح ليندهاوت وبرينّان بدفع فدية نظمتها عائلتيهما من خلال شركة خاصة متخصصة في عمليات الخطف ودفع الفدية. أُدخلت المشفى في نيروبي لمدة أسبوعين وعولجت من سوء تغذية حادّ.
في الوقت الذي تلا إطلاق سراحها، قالت ليندهاوت أنها وجدت تغطية تجربة أسرها مؤججةً للمشاعر. في سبتمبر 2013، اتُّهمت تينا براون مؤسسة موقع أخبار ديلي بيست بتلفيق وطباعة قصص حول ليندهاوت خلال فترة أسرها، متضمنةً قصةً خاطئة حول حَمل مزعوم لليندهاوت لم يحدث قط. طُبع نتيجةً لذلك تراجعٌ عن القصة بواسطة الإذاعة الوطنية العامة ردًا على تعليقات براون.
في 12 يونيو،2015، أعلنت شرطة الخيالة الكندية الملكية اعتقال علي عمر عدير، في أوتّاوا، الذي وصف نفسه بالـ «مفاوض الرئيسي» في المفاوضات حول أسر ليندهاوت ونايجل برينّان. في 18 يونيو 2018، حُكم على عدير بالسجن 15 عامًا بتهمة الخطف.

## مذكرات
عام 2013، أصدرت ليندهاوت مذكرات بعنوان منزلٌ في السماء، وشاركتها الكتابة الصحفية سارا كوربيت، تسرد فيه تجربة الرهينة التي خاضتها. أشارت في الكتاب أن دافعها للسفر إلى الصومال في خضمّ التمرد كان شُحّ المنافسة مع الصحفيين الآخرين في تغطية الإقليم، بالإضافة إلى احتمال توثيق قصص فائدة إنسانية فريدة. زعمت ليندهاوت أنها ما إن أُسرت حتى عُزلت قسرًا عن برينّان كونهما غير متزوجين، وأنها عُذبت واغتُصبت مرارًا وتكرارًا من قبل خاطفيها المراهقين بعد ذلك. أكدت ليندهاوت أنها وبرينّان تحوّلا إلى الإسلام لاسترضاء خاطفيهما وتسهيل الحياة على أنفسهم. في حين أفادت التقارير أن ليندهاوت وضعت طفلًا سُمّي أسامة أثناء أسرها، نَبَذت هي شائعاتٍ كهذه قالةً «أقاويل، واحدة من عشرات القصص غير المثبتة التي أخذت تطفو من الصومال منذ أسرنا... يبدو أن الصومال مصنعٌ للشائعات، مع حفنة من مواقع الأخبار والمدونين قليلي المصداقيّة الذين يضخون كل ما يقع تحت أيديهم من معلومات».
كتب كريس سيلي من ذه ناشيونال بوست أن الكتاب كان «صحافةً جيدةً جدًا». قالت إليزا غريزوولد من نيويورك تايمز عن الكتاب : «سردت حكايتها بشكل فاتنٍ مع شريكتها في الكتابة، سارا كوربيت، وهي كاتبة مساهمة في مجلة نيويورك تايمز، إنها أكثر بكثير من حكايةٍ لمغامرة غونزو انحرفت عن مسارها، بل هي قصة مؤلمة للغاية عن بلوغ امرأة شابة سن الرشد وسرد قصصي استثنائي للتسامح والانتصار الروحي» كتبت يو إس إيه توداي عن تجربتها أنها، «إن التفاؤل البسيط والتصميم ثابت الجنان هما ما قادها إلى الخطر وهما ما أبقاها حيةً أيضًا. في الأشهر التي عاشتها في الظلمة والسلاسل، تمسكت بسلامة عقلها عن طريق الهروب إلى ذكريات رحلاتها حول العالم، وتخيل الصور الزاهية في القضايا القديمة لناشيونال جيوغرافيك التي وجدتها أثناء غوصها في حاويات القمامة عندما كانت طفلةً».
أصبح الكتاب رائد مبيعات نيويورك تايمز، وسمّته صحيفة ذا غلوب آند مايل بين الكتب العالمية المئة عن فئة أفضل مؤلَّف كندي غير خيالي. وكان أيضًا كتاب العام للعام 2013 عن فئة السِيَر الشخصية والمذكرات كما سمّاه موقع Amazon.com، بالإضافة لاحتلاله مكانًا في قائمة أفضل كتب العام التي نشرتها مجلة فوغ. وصنفته مجلة أو واحدًا من توصياتها في قائمة قراءة شتاء 2014. وفاز أيضًا بجائزة سي بي سي بوكي 2014 لأفضل مؤلف كندي غير خيالي.
تلقى الكتاب انتقادات من بعض الصحفيين. بعضها بسبب إعادة نشر ليندهاوت لأحداث مناقضة لما نشره مسبقًا شريكها في الأسر نايجل برينّان في مذكراته. في 25 يونيو،2014، اختارت شركة آنابورا للأفلام الكتاب بغيةَ صنعة فيلم منه. وكان منتجا الفيلم هما مؤسسا آنابورا ميغان إليسون، وروني مارا، التي لعبت دور ليندهاوت في الفيلم.